# Mäusdorf
Mäusdorf is een plaats in de Duitse gemeente Künzelsau, deelstaat Baden-Württemberg, en telt 129 inwoners (2007).

## Geografie
Mäusdorf ligt op 410 m over NN. Het maakt deel uit van de oude gemeente Laßbach en werd in kader van een annexatie in 1972 ter een stadsdeel van Künzelsau, de hoofdstad van het district Hohenlohekreis in Baden-Württemberg. Het dorp ligt aan de Wasserscheide tussen Kocher en Jagst. Het is omgeven van de naburige plaatsen Amrichshausen, Berndshausen, Nitzenhausen, Schloss Stetten en Kocherstetten.